# La Congolaise
La Congolaise ist die Nationalhymne der Republik Kongo. Sie wurde 1959 zur Unabhängigkeit des Landes die offizielle Hymne, jedoch 1969 durch Les Trois Glorieuses ersetzt. 1991 setzte man sie wieder ein. Der Text wurde von Jacques Tondra und Georges Kibanghi geschrieben und die Musik komponierte Jean Royer und Joseph Spadilière.

## Französischer Text
| En ce jour le soleil se lève Et notre Congo resplendit. Une longue nuit s'achève, Un grand bonheur a surgi. Chantons tous avec ivresse le chant de la liberté.                                 | An diesem Tag hebt sich die Sonne, Und das Kongoland erstrahlt. Lange Nacht, sie geht zu Ende Großes Glück hat eingesetzt. So lasst uns denn wie im Rausche Alle von der Freiheit singen.                                          |
| Refrain: Congolais, debout fièrement partout, Proclamons l'union de notre nation, Oublions ce qui nous divise, soyons plus unis que jamais, Vivons pour notre devise: Unité, travail, progrès! | Refrain Kongolese, auf tapfer überall, Lass uns die Einheit unserer Nation proklamieren, Vergessen wir das, was uns trennt, Seien wir so einig wie nie zuvor, Lasst uns für unsern Wahlspruch leben: Einheit, Arbeit, Fortschritt! |
| Des forêts jusqu'à la savanne, Des savannes jusqu'à la mer, Un seul peuple, une seule âme, Un seul coeur, ardent et fier, Luttons tous, tant que nous sommes, Pour notre vieux pays noir.      | Von den Wäldern zur Savanne, Der Savanne an das Meer, Ein einzig Volk, ein einzig Geist, Ein einzig Herz, heiß und tapfer, Schlagen wir uns, so wie wir sind, Für unser altes schwarzes Land.                                      |
| Et s'il nous faut mourir, en somme Qu'importe puisque nos enfants, Partout, pourront dire comme On triomphe en combattant, Et dans le moindre village Chantent sous nos trois couleurs.        | Und wenn es dann ans Sterben geht, Was soll's? Wenn nur unsre Kinder Sagen können, dass aus Kampf der Sieg davon getragen wird, Und noch in dem kleinsten Dörfchen Unter den drei Farben singen.                                   |